# مرگوتزو
مرگوتزو (به ایتالیایی: Mergozzo) یک کومونه در ایتالیا است که در استان وربانو-کوزیو-اوسولا واقع شده‌است.

## خصوصیات
مرگوتزو ۲۷٫۴ کیلومترمربع مساحت و ۲٬۱۳۵ نفر جمعیت دارد و ۱۹۶ متر بالاتر از سطح دریا واقع شده‌است.